# Колфер, Оуэн
Оуэн (Оуин) Колфер (так же Йон Колфер, англ. Eoin Colfer; 14 мая 1965 года) — ирландский писатель, автор серии (2001 год — настоящее время) романов об Артемисе Фауле, переведённых, в том числе, и на русский. В 2002 году получил немецкую премию Deutscher Phantastik Preis в номинации «Лучшая переводная книга» за произведение Артемис Фаул.

## Биография
Окончил университет в Дублине в 1986 году и вернулся в родной город преподавать в начальной школе, как и отец. Первым писательским опытом было произведение Бенни и Омар. Но известность ему принесли детские книги о юном преступнике-вундеркинде Артемисе Фауле. Первый роман этой серии вышел в 2001 году, выпущенный издательством O’Brien Press, и сразу же стал бестселлером в Ирландии.
В связи с писательской деятельностью Оуэн Колфер оставил преподавание.
В 2008 году, незадолго до юбилея публикации серии романов Дугласа Адамса «Автостопом по галактике», наследники писателя обратились к Колферу с просьбой написать шестую, завершающую книгу о приключениях Артура Дента. Колфер назвал последнюю часть «А вот еще…». Перед писателем стояла сложная задача «воскресить» героев, погибших в финале пятого тома так, чтобы сюжет не оказался натянутым или банальным. В итоге, большинство поклонников Дугласа Адамса приняли книгу благосклонно.
В октябре 2016 года, совместно с компанией Marvel Comics, Колфер выпустил роман для взрослых «Железный Человек. Латная перчатка» .

## Интересные факты
- Любимая книга писателя — «Стиг со свалки» Клайва Кинга. Эта детская повесть впервые увидела свет в 1962 году и с тех пор множество раз переиздавалась. Стиг — юный пещерный человек, который каким-то чудом перенёсся на 25 тысяч лет вперёд и поселился в заброшенной каменоломне. Как и все люди каменного века, он почти не умеет говорить, что нисколько не мешает ему дружить со своим ровесником, мальчиком по имени Барни.
- Любимой песней Колфера является The Great Beyond американской рок-группы R.E.M.

## Экранизация
12 июня 2020 года на сервисе Disney+ состоялась премьера фильма по мотивам серии об Артемисе Фауле. Disney снял полнометражный фильм с использованием технологий Motion Capture.